# Ferrocarril de Llangollen
El Ferrocarril de Llangollen (galés: Rheilffordd Llangollen) es un ferrocarril histórico operado por voluntarios en Denbighshire, Gales del Norte, que circula entre Llangollen y Corwen. La línea de ancho estándar, tiene una longitud de 10 millas (16,1 km) , y recorre en parte la antigua ruta Ruabon-Barmouth del GWR, cerrada en 1965. Mantiene servicios diarios en verano y fines de semana durante los meses de invierno, utilizando distintas locomotoras de vapor principalmente ex-GWR, así como varias máquinas diésel sencillas y unidades diésel múltiples. Se ha construido una extensión del ferrocarril de 2+1/2 de milla (4 km) para completar la línea a Corwen.

## Historia

### Servicio comercial: 1865-1962
Llangollen ya era un lugar popular para los turistas en la década de 1840. El viaje hasta entonces se realizaba en carruajes tirados por caballos, pero en la década de 1840 se completó la línea de Shrewsbury a Chester, lo que permitió a los pasajeros bajarse en Llangollen Road (más tarde conocido como Whitehurst Halt), y luego tomar un carruaje hacia Holyhead.
Sin embargo, el auge de la industria minera local significó que el desarrollo de un ferrocarril se volvió esencial para el progreso económico de la región. Se propusieron varios esquemas, incluido uno por el planteado por el FL&NW, pero no fue hasta el 1 de agosto de 1859 cuando el esquema diseñado por Henry Robertson recibió la Aprobación Real. Las 5,25 millas (8,4 km) del Ferrocarril del Valle de Llangollen se separaban de la línea principal de Shrewsbury a Chester 0,5 millas (0,8 km) al sur de Ruabon, construyéndose como una línea de vía única en una ruta preparada para vía doble a través de Acrefair hasta la nueva estación en Llangollen. La línea se abrió a las mercancías el 1 de diciembre de 1861 y a los pasajeros el 2 de junio de 1862, utilizando una terminal provisionalal localizada en las afueras del este de la ciudad.
La extensión a Corwen fue realizada por la compañía asociada pero separada denominada Llangollen y Corwen Railway, e implicó la construcción de un largo túnel debajo de las montañas Berwyn. Junto con la nueva estación central y más grande en Llangollen, abrió sus puertas el 1 de mayo de 1865.

### Cierre
Designado para el cierre dentro del Plan Beeching, el ferrocarril cerró a los servicios de pasajeros el lunes 18 de enero de 1965. La sección entre Ruabon y Llangollen Goods Yard permaneció abierta para el tráfico de carga hasta abril de 1968, pero inmediatamente después del cese de operaciones, la vía se eliminó de toda la línea entre Ruabon y Barmouth.

## Preservación

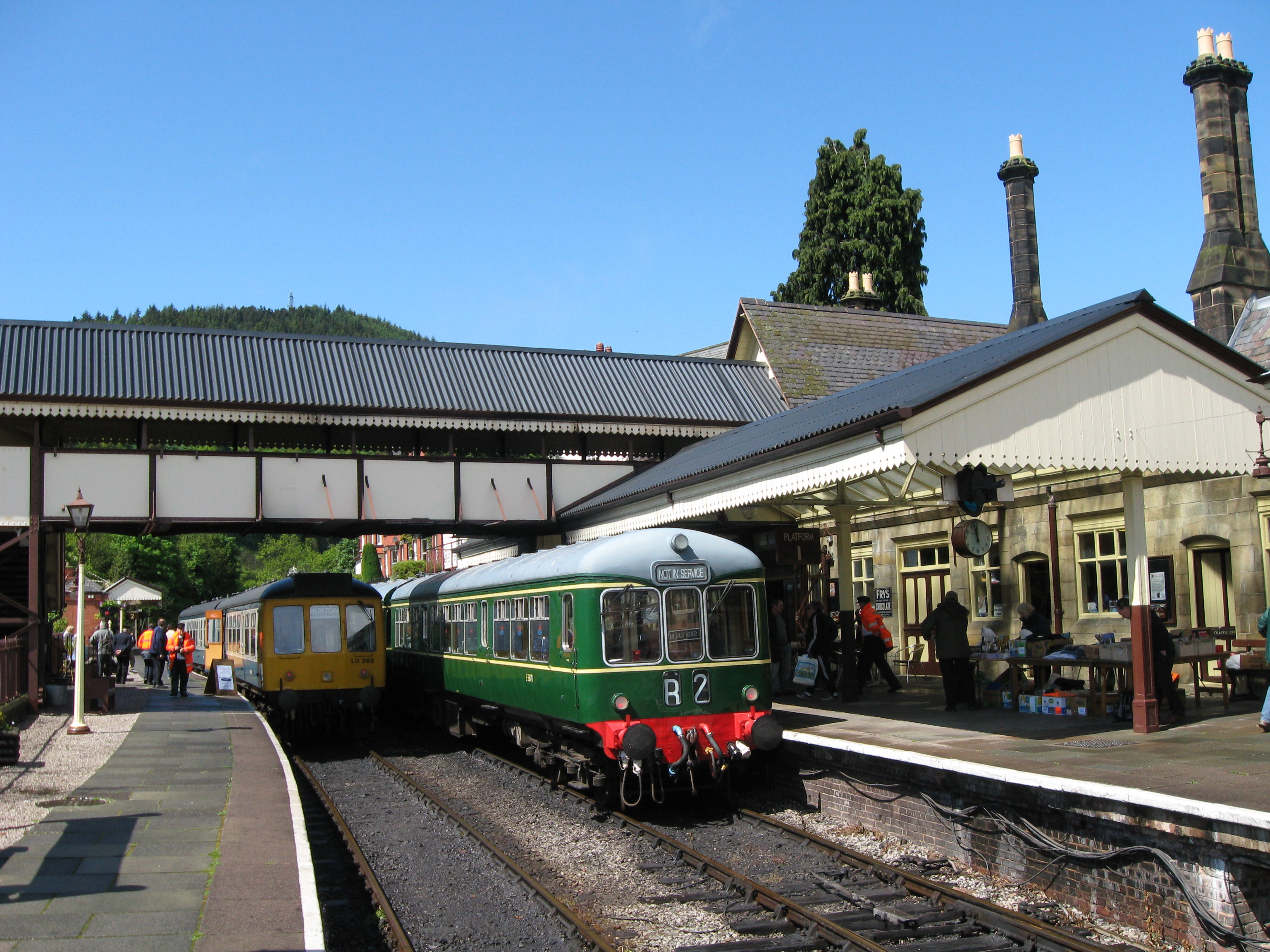
Clase 109 y Clase 108 Coches DMU en Llangollen

### Reapertura: 1972-1975
Después del Plan Beeching, la Sociedad de Conservación de Ferrocarriles Flint y Deeside fue fundada en 1972 con el objetivo de preservar uno de los ferrocarriles "clausurados". Originalmente, la sociedad estaba interesada en preservar la línea deDyserth a Prestatyn; sin embargo, esa línea se consideró inadecuada porque todavía era usada por una pequeña cantidad de tráfico de carga. La sociedad volvió a centrar su atención en la sección de Llangollen a Corwen de la línea de Ruabon a Barmouth. El consejo local otorgó un contrato de arrendamiento del edificio de la estación de ferrocarril de Llangollen y 3 millas (5 km) de vía a la sociedad, con la esperanza de que el ferrocarril mejore la economía local y traiga más turistas a Llangollen. La estación reabrió el 13 de septiembre de 1975, con tan solo 60 pies (18 m) de vía.

### Reconstrucción y resurrección: 1975-1996
El progreso inicial fue lento, debido a la falta de fondos, aunque en 1977 Shell Oil donó una milla de vía sin usar. Los voluntarios comenzaron a colocar la vía con el objetivo de llegar a Pentrefelin, a 3/4 de milla (1,2 km) de Llangollen. El trabajo finalizó en julio de 1981 con el cuarto de milla restante de la vía utilizada para colocar revestimientos en el antiguo cruce de mercancías de Llangollen, con el fin de albergar la creciente flota de material rodante del ferrocarril. 
El ferrocarril en funcionamiento atrajo el interés de muchas compañías privadas, así como del consejo local que renovó el arrendamiento del suelo al ferrocarril por otros 21 años. El Fideicomiso Ferroviario de Llangollen fue donando cantidades significativas de vía, lo que permitió extender la línea a Berwyn. Esto implicó una renovación del Puente Dee (que había quedado en mal estado desde el cierre comercial de la línea) con financiación del consejo local por un importe de 30.000 libras. Los primeros trenes operaron sobre la nueva extensión de 1,75 millas (2,8   km) de la línea a Berwyn en marzo de 1986. A medida que avanzaban los trabajos de reconstrucción, los servicios de trenes se extendieron más adelante (a través del túnel Berwyn de 689 yardas -630 m- de largo) a Deeside Halt (en 1990), Glyndyfrdwy (en 1993) y finalmente a Carrog el 2 de mayo de 1996. 

### Extensión a Corwen

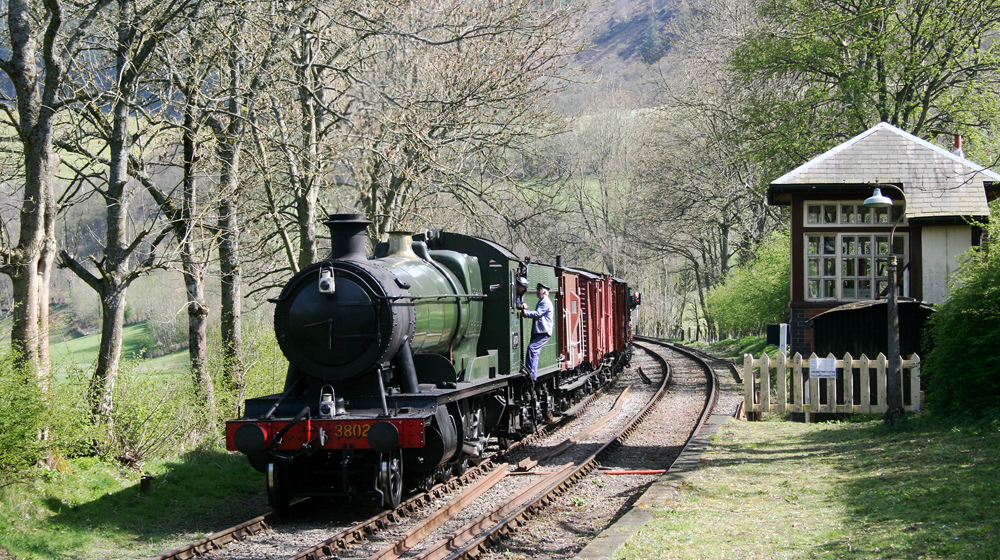
Locomotora GWR Clase 2884 número 3802 tirando de un tren de mercancías durante el fin de semana de la gala de vapor del Ferrocarril de Llangollen en 2011

En 2011 comenzó finalmente el trabajo (incluido la reconstrucción) en el tramo de 2,5 millas (4 km) de la sección de vía más allá de Bonwm Halt hasta Corwen. Como el antiguo sitio de la estación de ferrocarril de Corwen ha estado en uso privado como una sala de exposición de Ifor Williams Trailers desde 1990, y el tramo intermedio de la vía también estaba interrumpido, se construyó una nueva estación temporal en el lado este de la ciudad. 
La primera etapa del proyecto se completó a fines de 2014, con trenes especiales que funcionaron el 22 de octubre de 2014 a la nueva estación en Corwen East para las personas que habían contribuido al proyecto. Los servicios regulares de pasajeros a Corwen East comenzaron el 27 de octubre de 2014. La inauguración oficial, el 1 de marzo de 2015, estuvo marcada por un tren especial.
La sección marca la longitud operativa completa de la línea preservada. La asociación no puede extenderse al este hacia Ruabon, o hacia el oeste hacia Cynwyd, ya que la plataforma no estaba protegida ante el desarrollo urbanístico moderno. La etapa final es una nueva estación, Corwen Central, con instalaciones permanentes y un circuito circular. 

## Locomotoras y material rodante
La mayoría de los trenes son arrastrados por vapor. Los talleres del ferrocarril son actualmente el foco nacional de cuatro proyectos independientes importantes para reconstruir los tipos de locomotoras de vapor desaparecidas en la década de 1960: una ex-GWR 'Grange' Clase 4-6-0 (representado por 'la 81 Grange' - No. 6880 Betton Grange, construida a partir de una combinación de partes de locomotoras nuevas y existentes); una ex-LMS Fowler 'Patriot' 4-6-0 (equipada con un motor de nueva construcción, No.45551 The Unknown Warrior ); una ex-GWR '4700' Clase 2-8-0 Night Owl (la casi nueva No.4709); y una ex-LNER B17 4-6-0, (equipada con un motor de nueva construcción, No.61673 Spirit of Sandringham). 